# Pierre Sergent
|  | No confondre amb Pierre Sergent, ciclista francès |

Pierre Sergent (Sèvres, Alts del Sena, 30 de juny de 1926 – Perpinyà, 15 de setembre de 1992) fou un escriptor, militar i polític francès, diputat a l'Assemblea Nacional per la Catalunya del Nord.

## Biografia
Va començar la seva carrera militar amb 18 anys quan es va unir al maquis de Sologne amb el cos franc Liberté, on es va escapar per poc d'una caiguda. Amb aquesta unitat participà en l'alliberament de París. Després de l'alliberament, va fer carrera d'oficial i va servir amb la Legió Estrangera Francesa després de passar un temps a Saint-Cyr fins a 1949. El 1950 fou adscrit al Primer Regiment Estranger a Siddi-bel-Abbés (Algèria), on assolí el grau de tinent. Fou enviat amb el Primer Regiment Estranger de Paracaigudistes a la Guerra d'Indoxina (1952-1953), i fou greument ferit a Annam Central.
El 1953 tornà a Algèria per a comandar les companyies saharianes de la Legió, i el 1956 assolí el grau de capità durant la guerra d'Algèria. Participà en les operacions "Etincelle", "Jumelle", "Pierre Précieuse", però l'1 de gener de 1961 fou enviat disciplinàriament al grup de subdivisió de Chartres. L'abril de 1961 va deixar el comandament per a tornar clandestinament a Algèria i participar en el putsch del general Maurice Challe amb un cos armat a Alger. Fracassat el moviment, es va unir a l'Organisation armée secrète (OAS) del general Raoul Salan, quei el va enviar a la metròpoli per tal d'organitzar una xarxa clandestina que penetrés els cercles militars.
El setembre de 1961 fou el cap d'estat major de l'OAS-Metròpoli, i el 20 de maig de 1962 ho fou del Consell Nacional de la Resistència format per Georges Bidault, Antoine Argoud i Jacques Soustelle. Després de la detenció d'Argoud i de l'exili de Bidault organitzà l'abril de 1963 el Consell Nacional de la Revolució, amb l'objectiu d'organitzar arreu d'Europa la lluita contra el comunisme. Fou condemnat a mort dos cops (1962 i 1964), però sempre aconseguí escapolir-se per Bèlgica i Suïssa fins que després del maig de 1968 fou amnistiat pel govern francès el 23 de juliol de 1968.
Proper al solidarisme, al Moviment Jove Revolució (MJR) i a Jean-Pierre Stirbois, a les eleccions legislatives franceses de 1986 fou elegit diputat pels Pirineus Orientals dins les llistes del Front Nacional, partit al que s'havia unit el 1972 després de passar un temps al CNIP i fer campanya a favor de Valéry Giscard d'Estaing a les eleccions presidencials franceses de 1974.
A finals de setembre de 2022, l'Ajuntament de Perpinyà, governat pel batlle Louis Aliot del partit ultradretà Reagrupament Nacional, decidí dedicar-li una plaça cèntrica de la ciutat. En resposta a la decisió, el 29 d'octubre, un centenar d'antifeixistes es reuniren a la plaça per mostrar el seu rebuig i rebatejaren l'espai públic amb el nom de Maurice Audin, jove matemàtic independentista algerià, que precisament fou assassinat i torturat per l'OAS l'any 1957.

## Publicacions
- Ma peau au bout de mes idées, La table ronde, 1967
- La bataille, La table ronde, 1968
- Je ne regrette rien, Fayard, 1972
- Le malentendu algérien, Fayard, 1974
- Lettre aux officiers, Fayard, 1975
- Les maréchaux de la Légion : l'odyssée du 5e étranger, Fayard, 1977
- La Légion saute sur Kolwezi, Presses de la cité, 1978, ISBN 2258004268
- Camerone, Fayard, 1980
- Paras Légion, le 2e BEP en Indochine
- 2e R.E.P., Presses de la Cité, 1984
- Les voies de l'honneur, tom 1
- Les voies de l'honneur - la revanche, tom 2
- Les voies de l'honneur - le coup de grâce, tom 3